# Horisme leucotmeta
Horisme leucotmeta là một loài bướm đêm trong họ Geometridae.